# Bombardier Challenger 600
Bombardier Challenger 600 je rodina tryskových letadel kategorie business jet vyráběných od roku 1978 kanadskou firmou Canadair. V roce 1986 se Canadair stal součástí Bombardier Aerospace. Jedná se dvoumotorové dolnoplošníky produkované v několika variantách, které jsou využívány jak k civilním, tak vojenským účelům. Jeden stroj pro VIP transport používaly i Vzdušné síly AČR v rámci 241. dopravní letky.

## Vznik
V roce 1967 prodal Willam Powell Lear svůj podíl ve společnosti Learjet a začal s vlastním podnikáním. V roce 1974 se věnoval projektování lehkého proudového stroje Learstar 600. Projekt se postupně vyvinul ve dvoumotorový letoun s velkým trupem proti aerodynamicky jemnému křídlu. Letoun měl přepravit 14 cestujících na vzdálenost 8050 km při rychlosti 965 km/h.
W. P. Lear sice vlastnil malou společnost Learavia v nevadském Renu, ale prostředky na stavbu prototypu mu chyběly. Hledal proto leteckého výrobce, který by projekt zrealizoval, u velkých amerických společností Gates Learjet, Vought a Boeing. Teprve v dubnu 1976 zaujal kanadskou státní leteckou továrnu Canadair Ltd. z Montrealu, jejíž ředitel Fred J. Kearns projevil o produkci zájem. V říjnu 1976 se kanadská vláda rozhodla financovat konečný vývoj, výrobu a prodej.
Po přepracování původního Learova projektu konstruktéry Canadairu obdržel letoun v roce 1977 označení Canadair CL-600 Challenger a v dubnu 1977 byla zahájena výroba tří kusů ověřovací série. První z nich s imatrikulací C-GCGR-X měl slavnostní roll out 25. května 1978.

## Vývoj
CL-600 Challenger byl zalétán 8. listopadu 1978 s dvojicí motorů AVCO Lycoming ALF-502L o tahu po 33,36 kN. Dalším vývojem vznikla řada 601, jejíž prototyp poprvé vzlétl 10. dubna 1982, u které byly vystřídány různé pohonné jednotky pro dosažení většího doletu. Subverzi 601-3R například poháněla dvojice turbodmychadlových proudových motorů General Electric CF34-3A1. Křídlo již bylo opatřeno winglety, které se mohly dodatečně instalovat i na starší stroje modelové řady 600.
Model 604, zalétaný 18. září 1994, byl již vybaven moderní řídící elektronikou a mohl být využíván i na mezikontinentálních trasách.

## Specifikace

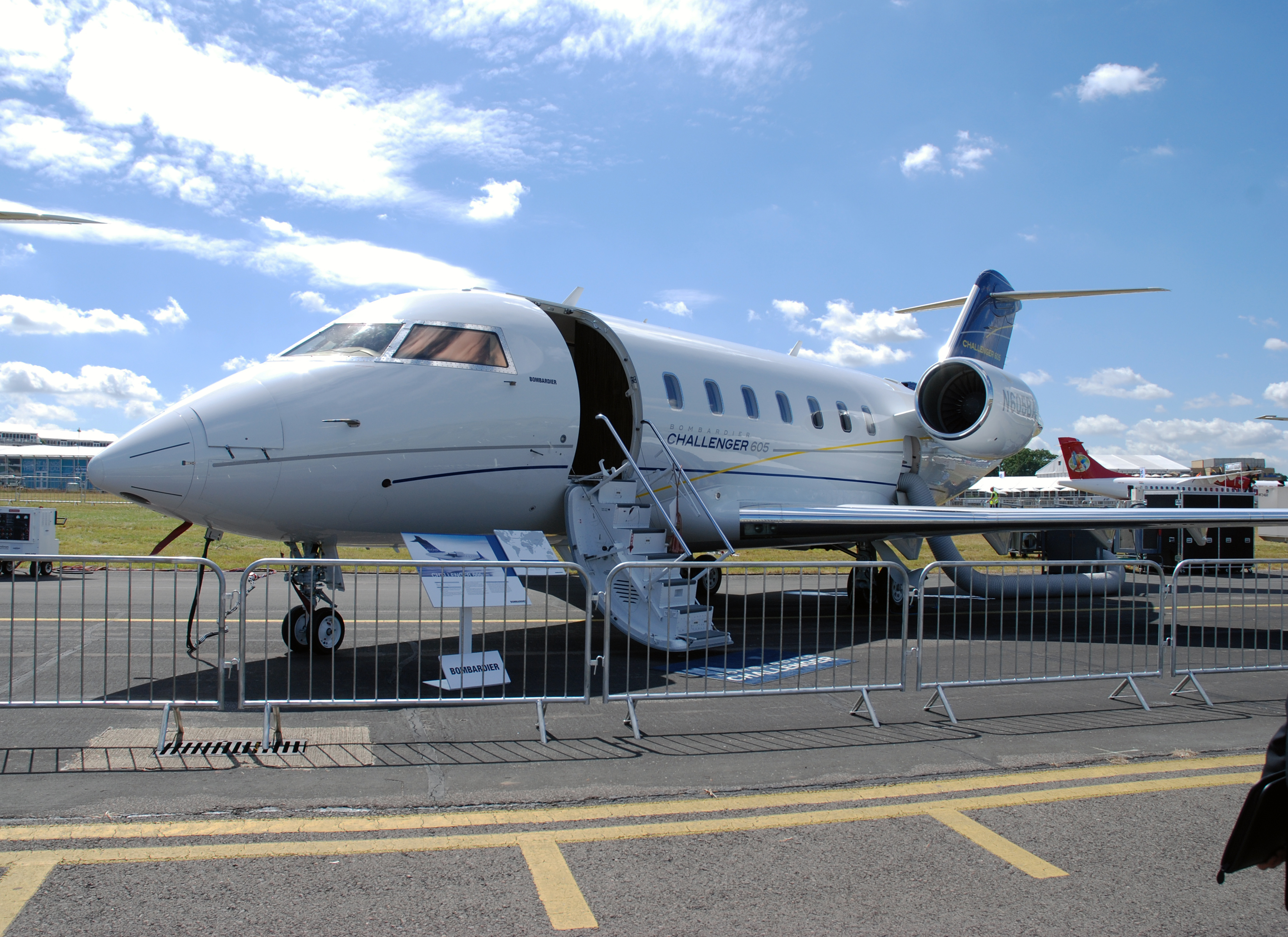
Bombardier Challenger 605

Údaje platí pro Canadair CL-600

### Hlavní technické údaje
- Rozpětí: 18,85 m
- Délka: 20,85 m
- Výška: 6,30 m
- Nosná plocha: 41,81 m²
- Prázdná hmotnost: 6160 kg
- Vzletová hmotnost: 14 755 kg

### Výkony
- Maximální rychlost: 935 km/h
- Cestovní rychlost: 882 km/h
- Délka vzletu: 1600 m
- Délka přistání: 1200 m
- Stoupavost u země: 30,7 m/s
- Výstup do 13 715 m: 25 min
- Dostup: 14 935 m
- Dolet: 6 639 km